# Yolanda Ríos
Yolanda Císcar Mateu (12 tháng 12 năm 1951 – 26 tháng 4 năm 2012), được biết đến với tên gọi chuyên nghiệp là Yolanda Ríos, là một nữ diễn viên người Venezuela gốc Tây Ban Nha nổi tiếng với những lần xuất hiện trong chương trình trò chơi Un, dos, tres... 

## Sự nghiệp
Yolanda Ríos đã phá vỡ sân khấu nghệ thuật năm 19 tuổi, đóng một vai nhỏ trong bộ phim Pierna creciente, falda menguante (1970) của Javier Aguirre, và một năm sau đó, cô xuất hiện trong buổi ra mắt vở kịch Llegada de los dioses của Antonio Buero Vallejo.

Từ đó Yolanda Ríos sang Televisión Española, nơi cô tham gia vào một số tập của loạt phim Remite: Maribel  (1970) và Tres eran tres (1972).

## Truyền hình
Yolanda Ríos trở nên nổi tiếng khi Narciso Ibáñez Serrador chọn cô là một trong những nữ tiếp viên của giai đoạn đầu tiên của chương trình trò chơi Un, dos, tres... responsa otra vez, nơi cô ở lại từ năm 1972 đến năm 1973, và trong chương trình đầu tiên năm 1976, trong đó cô và các thư ký đồng nghiệp của mình đã chọn thư ký mới bằng cách đưa cho họ kính của họ. Cô đưa nó cho María Durán.
Một vài tháng sau khi kết thúc cuộc thi, đã có một sự đổi mới trong hướng và trình bày chương trình chiều chủ nhật Tarde para todos  dẫn dắt bởi Juan Antonio Fernández Abajo. Giám đốc mới của nó, Oscar Banegas, giao cho Yolanda Ríos còn trẻ tuổi dẫn dắt chương trình tạp kỹ kéo dài ba giờ với nam diễn viên Nicolás Romero Cáceres  từ The Chiripitiflanomos.